# Distretto di Xiling
Il distretto di Xiling (西陵区S, Xīlíng QūP) è un distretto della Cina, situato nella provincia di Hubei e amministrato dalla prefettura di Yichang.